# 정인수
정인수((鄭仁洙, 1960년 ~ )는 대한민국의 KBS대구방송총국 기자 출신이다.

## 학력
- 강릉고등학교
- 영남대학교 법학 학사 (1980학번)
- 영남대학교 대학원 행정학 석사

## 경력
- 1990년 KBS 17기 기자 입사
- KBS 안동방송국 방송팀장
- KBS 대구방송총국 보도국 취재부장, 편집부장
- KBS 대구방송총국 보도국장
- KBS 보도본부 편집부 기자
- KBS 대구방송총국 방송문화사업국장

## 방송진행
- KBS 1TV - KBS 뉴스 네트워크 안동 지역연결 앵커
- KBS대구 1TV - 정인수의 시사진단(대구경북)
- KBS대구 1TV - 정인수의 신문브리핑(뉴스광장 대구경북)